# Ambaixada romana (Macedònia, 169 aC)
El Llegat romà va enviar una ambaixada romana a Macedònia el 169 aC.
Les ambaixades estaven formades per un grup d'ambaixadors i tenien per missió portar missatges del Senat a estats estrangers. El seu nomenament era considerat un gran honor i només es concedia a homes il·lustres.
El senat romà va enviar al regne de Macedònia l'any 169 aC per inspeccionat l'estat dels afers, abans de la invasió del país per Emili Paul·le, estava formada per:
- Lluci Bebi
- Gneu Domici Aenobarb
- Aule Licini Nerva.[1]